# Guitarras Que Cantam
Guitarras Que Cantam é o primeiro álbum gravado pelo premiado guitarrista brasileiro Chimbinha (creditado como "Chimbinha & Banda"). O álbum foi lançado em 1998 via selo independente, ainda antes do surgimento da Banda Calypso. Sobre o álbum, Chimbinha fez o seguinte comentário: "A minha ideia era que em cada faixa houvesse uma guitarra solo, como se fosse um cantor cantando, e outras guitarras por trás respondendo".
Conforme o site "Radio Peão Brasil" e a Revista Senhor F, este álbum foi um dos responsáveis pelo ressurgimento da guitarrada em Belém.

## Faixas
| N.º            | Título                               | Duração |  |
| 1.             | "Dançando Calypso"                   | 2:45    |  |
| 2.             | "Na Levada do Brega"                 | 2:58    |  |
| 3.             | "Som da Amazônia"                    | 3:37    |  |
| 4.             | "Eu Te Amei" (voz: Helias Mocbel)    | 3:15    |  |
| 5.             | "Sonho de Amor" (voz: Helias Mocbel) | 3:07    |  |
| 6.             | "Guitarras Que Cantam"               | 3:46    |  |
| 7.             | "Baila la Cumbia"                    | 3:11    |  |
| 8.             | "Na Onda Do Baile"                   | 3:20    |  |
| 9.             | "Tempero do Pará"                    | 3:03    |  |
| 10.            | "Swing do Amor"                      | 3:20    |  |
| 11.            | "Dançando Merengue"                  | 3:07    |  |
| 12.            | "Ritmo Louco"                        | 3:35    |  |
| Duração total: | Duração total:                       | 39:04   |  |